# Charles Boutet
Pour les articles homonymes, voir Boutet.
Charles Boutet, né le 17 juin 1865 à Nivelles (Belgique) et mort le 24 novembre 1943 à Charleville (Ardennes), est un homme politique français.

## Biographie
Journaliste, il est rédacteur politique du Socialiste ardennais de 1901 à 1928. Conseiller général du canton de Charleville de 1910 à 1940, maire de Charleville de 1925 à 1940, il est député SFIO des Ardennes de 1928 à 1936. Cette année-là, le 26 avril, Boutet est candidat à sa propre succession mais ne parvient pas à réunir suffisamment de voix sur son nom et est distancé par Pierre Lareppe, le candidat communiste. Faisant prévaloir la stratégie de Front populaire, il se retire et permet l'élection de ce dernier.

## Sources
- « Charles Boutet », dans le Dictionnaire des parlementaires français (1889-1940), sous la direction de Jean Jolly, PUF, 1960 [détail de l’édition]